# Frédéric Euzière
Frédéric Euzière, né le 20 mai 1842 à Saint-Jeannet (Alpes-Maritimes) et mort le 4 février 1920 dans la même ville, est un homme politique français.

## Biographie
Elève au lycée Thiers de Marseille, il se lie d'amitié avec Horace Bertin, avec qui il est connu pour ne jamais jouer pendant la récréation. 
Après des études de droit, il devient avocat à Nice, et s'installe à Gap en 1862. Militant républicain, il est maire de Gap de 1878 à 1896 et conseiller général du canton de Gap en 1880 et conseiller général du canton de Chorges en 1910. Il est président du conseil général de 1899 à 1919. Il est député des Hautes-Alpes de 1889 à 1910, siégeant à gauche.
Il devient l'un des six vice-présidents du comité exécutif du Parti républicain, radical et radical-socialiste le 25 janvier 1905.